# Eichoichemus
Eichoichemus is een vliegengeslacht uit de familie van de roofvliegen (Asilidae).

## Soorten
- E. connexus (Wiedemann, 1828)
- E. eraxoides (Curran, 1935)
- E. flavianalis (Macquart, 1848)
- E. gavius (Walker, 1851)
- E. kalettai Ayala, 1978
- E. lizbethae Ayala, 1978
- E. lycorius (Walker, 1851)
- E. melaleucus (Wiedemann, 1828)
- E. neowillistoni (Bromley, 1933)
- E. propinquus (Bromley, 1928)
- E. pyrrhomystax (Wiedemann, 1828)